# Сідиновець
Сідиновець (пол. Sidinowec, Sidynowiec) — гірський потік в Україні, у Долинському районі Івано-Франківської області. Лівий доплив Мизунки (басейн Дністра).

## Опис
Довжина річки 4  км. Формується багатьма безіменними гірськими струмками. Потік тече у гірському масиві Ґорґани.

## Розташування
Бере початок під горою Залом (1291 м) (пол. Załom) у лісовому масиві на північний схід від села Лопушне. Тече переважно на північний захід і у селі Вишків впадає у річку Мизунку, ліву притоку Свічі.